# مالین کرپین
مالین کرپین (به انگلیسی: Malin Crépin) (زاده ۲۲ اوت ۱۹۷۸) بازیگر سوئدی است.
از کارهای معروف او می‌توان به بازی در فیلم در رگ‌های تو و قتل‌های ساندهام اشاره کرد.